# Valdo Filho
Valdo Filho (* 12. leden 1964) je bývalý brazilský fotbalista.

## Reprezentace
Valdo Filho odehrál 45 reprezentačních utkání. S brazilskou reprezentací se zúčastnil Mistrovství světa 1986, 1990.

## Statistiky
| Brazílie | Brazílie | Brazílie |
| Roky     | Záp.     | Góly     |
| -------- | -------- | -------- |
| 1987     | 11       | 4        |
| 1988     | 6        | 0        |
| 1989     | 17       | 0        |
| 1990     | 7        | 0        |
| 1991     | 0        | 0        |
| 1992     | 2        | 0        |
| 1993     | 2        | 0        |
| Celkem   | 45       | 4        |